# Alex Brockdorff

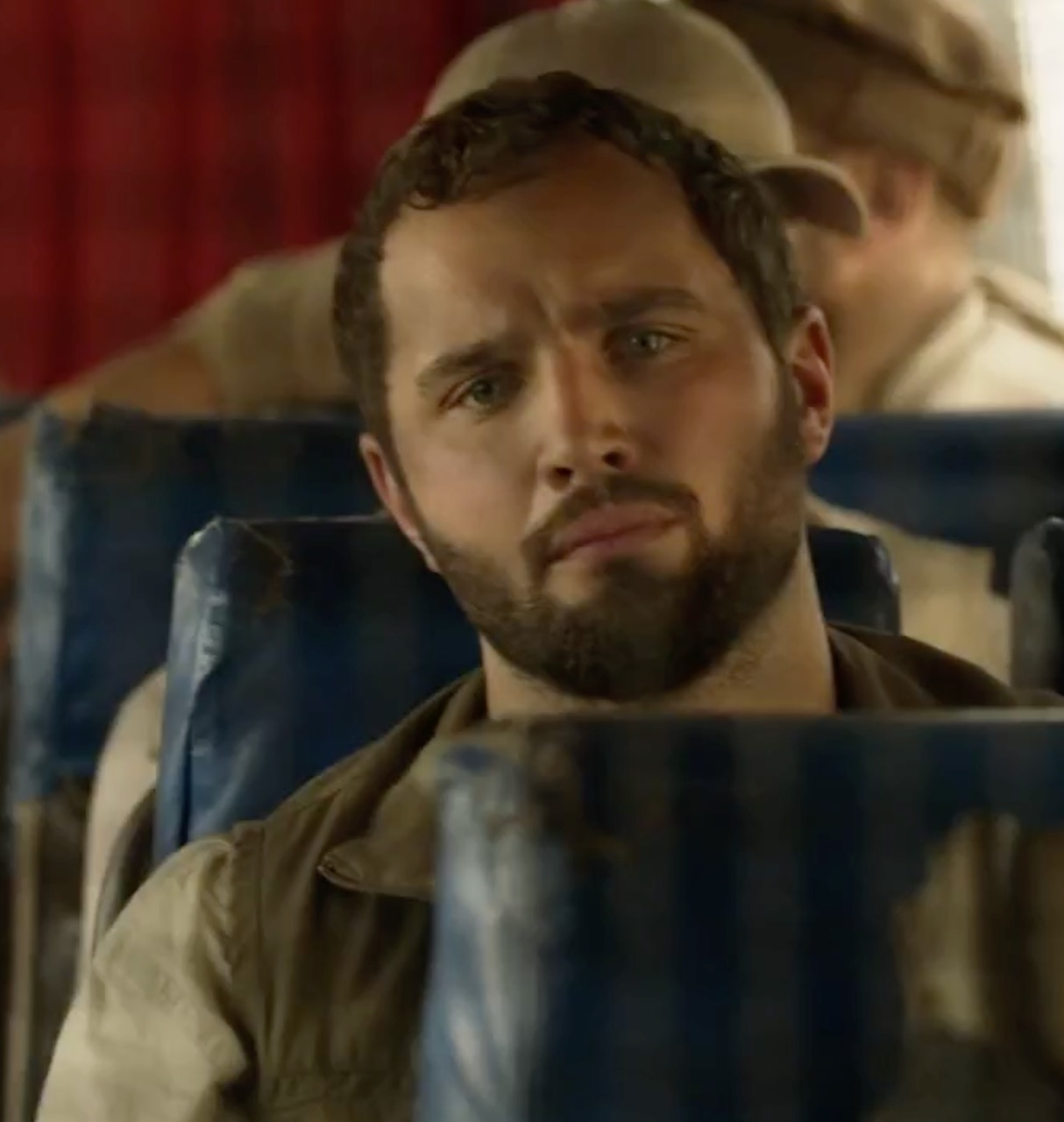
Alex Brockdorff, 2020

Alex Brockdorff (bürgerlich Alexander Mark Edward John Vyvyan von Brockdorff; * 27. Januar 1988 in London) ist ein britischer Schauspieler und Offizier.

## Leben und Karriere
Bevor Brockdorff seine Karriere in der Filmindustrie begann, diente Brockdorff als Offizier im britischen Heer. Von 2007 bis 2008 absolvierte er eine Kadettenausbildung an der Royal Military Academy Sandhurst und wurde anschließend Lieutenant bei den Queen’s Royal Hussars. Während seiner sechsjährigen Dienstzeit nahm er an Kampfeinsätzen im Irak und in Afghanistan teil. Er erreichte schließlich den Rang eines Captain der Rifles.
Nach seinem Militärdienst wandte sich Brockdorff der Schauspielerei zu. Sein Debüt gab er 2014 in dem Film Herz aus Stahl. Im selben Jahr war er in einer Folge in Our World War zu sehen. 2018 trat er in der Serie Requiem auf. Außerdem spielte er 2023 in Julius Caesar – Der Weg zum Diktator mit. Unter anderem bekam Brockdorff 2024 in dem Film Jesus Crown of Thorns eine Hauptrolle.

## Filmografie
Filme
- 2014: Herz aus Stahl (Fury)
- 2023: Mission: Impossible – Dead Reckoning Teil Eins (Mission: Impossible – Dead Reckoning Part One)
- 2024: Jesus Crown of Thorns
- 2025: Warfare

Serien
- 2014: Our World War
- 2018: Requiem
- 2020: Homeland
- 2020: Baghdad Central
- 2021: FBI: International
- 2022: The Midwich Cuckoos
- 2023: Julius Caesar – Der Weg zum Diktator